# Dorothea Hillmann
Dorothea Hillmann (* 15. Januar 1893 in Wesel; † 14. September 1973 in Marburg), mit vollem Namen Dorothea Luise Eleonore Hillmann war Gymnasiallehrerin, langjährige Direktorin der Elisabethschule Marburg und Kommunalpolitikerin in Marburg. Von 1926 bis 1931 setzte sie sich für die Realisierung von bezahlbarem Wohnraum für alleistehende berufstätige Frauen in Frankfurt am Main ein.

## Leben vor 1933
Dorothea Hillmann war die älteste Tochter des ehemaligen Hamburger Pastors Johannes Hillmann (1863–1951) und dessen Ehefrau Luise (1864–1941).
Bedingt durch die beruflichen Veränderungen ihres Vaters wuchs Dorothea als Kind in verschiedenen Städten auf, bevor die Familie im Jahr 1901 vorübergehend auch nach Marburg kam. Dorothea besuchte hier die Höhere Töchterschule, aus der später die Elisabethschule wurde und Dorothea ab 1948 deren Direktorin.
Im Jahr 1907 ließ sich die Familie dauerhaft in Frankfurt-Eschersheim nieder, und Dorothea besuchte nun – ebenso wie ihre Schwester Eva – die Schillerschule in Frankfurt-Sachsenhausen. 1911 bestand sie hier das Abitur und studierte danach von 1911 bis 1915 in Berlin, Bonn und Straßburg evangelische Theologie, Deutsch, Geschichte und Kunstgeschichte. 1915 legte sie in Bonn ihr Staatsexamen in den Fächern evangelische Theologie, Deutsch und Geschichte für die Oberstufe ab und begann danach ein Referendariat an ihrer ehemaligen Schule in Frankfurt. Parallel dazu verfasste sie ihre Dissertation „Studien über Goethes Sehen“ und wurde mit dieser Arbeit 1916 in Bonn promoviert.
Von Ostern 1918 bis Ostern 1926 war Dorothea Hillmann Studienrätin an einem Lyzeum in Remscheid. Sie kehrte dann nach Frankfurt zurück und unterrichtete vorwiegend an der Oberstufe einer 1932 aufgelösten Schule. Während dieser Zeit nahm sie an Arbeitstagungen teil, die sie „in einen Kreis von Erziehern führten, die an einer Erneuerung des Unterrichtes arbeiteten“. Diese Arbeitstagungen waren nach Scharffenberg von Adolf Reichwein initiiert worden, der in den Jahren 1920 bis 1927 mit Dorotheas schon erwähnter Schwester Eva verheiratet war. Hillmann nennt in diesem Zusammenhang allerdings nur Heinrich Deiters, mit dem sie in „einer Gruppe von schulreformerisch tätigen Erziehern“ zusammengearbeitet habe. Hillmann war zudem seit den frühen 1920er Jahren SPD-Mitglied.
Nach der Schließung ihrer Schule war Dorothea Hillmann von 1932 bis Ostern 1933 an der Herderschule Frankfurt am Main tätig.

## Dorothea Hillmann und das Neue Frankfurt
In der Folge des Ersten Weltkriegs bestand in den 1920er Jahren ein großer Frauenüberschuss, und diese alleinstehenden und berufstätigen Frauen suchten in Frankfurt nach geeigneten und bezahlbaren Wohnungen. Um diesem Notstand abzuhelfen, gab es im Rahmen des Projekts Neues Frankfurt unter anderem einen Vorschlag von Margarete Schütte-Lihotzky, der aber in der von ihr favorisierten Weise nicht verwirklicht wurde. Stattdessen wurde 1926 die Siedlungsgenossenschaft berufstätiger Frauen gegründet. Zu deren Gründerinnen zählten die gerade erst aus Remscheid nach Frankfurt zurückgekehrte Dorothea Hillmann und die Gewerbelehrerin Gertrud Meier (1901–1990), die spätere Ehefrau des Architekten Bernhard Hermkes.
Martin Hermkes war es auch, der von der Genossenschaft den Auftrag erhielt „im Bereich Adickesallee, Frauenstein- und Loenstraße drei Wohnblöcke mit drei Geschossen, Flachdächern und umlaufenden Balkonen“ zu errichten. (Lage) Das Projekt wurde in Zusammenarbeit mit der Stadt trotz vielerlei Widerstände in zwei Bauabschnitten zwischen 1927 und 1930 verwirklicht. Es entstanden 43 Wohnungen für etwa 120 Frauen mit Küche und Bad sowie zentraler Heiz- und Warmwasserversorgung. Als Gemeinschaftseinrichtungen gab es einen Gymnastikraum sowie eine Wasch-, Trocken- und Plättanlage. Ein Hausmeister war für die Pflege des Hauses und des Gartens verantwortlich. Komplikationen ergaben sich daraus, dass für dieses Gebiet eine Dienstbarkeit bestand. Demnach durften auf dem Gelände keine Wohnungen mit weniger als drei Zimmern errichtet werden, was es erforderlich machte, die Grundrisse so auszubilden, dass mehrere Erwerbstätige sich eine Wohnung teilen konnten. Und die Bewohnerinnen mussten Anteile an der Siedlungsgenossenschaft zeichnen, die ihrerseits 20 % der Baukosten übernehmen musste; 80 % übernahm die Stadt Frankfurt. „Der Anteil der Genossinnen (2900 M) wurde durch Anrechnung auf die Miete über 20 Jahre getilgt.“ Das Modell war dadurch nicht für Frauen aus allen Gesellschaftsschichten gleichermaßen aktuell, weshalb es auch nicht verwundert, dass die berufstätigen Frauen, die hier eine Wohnung fanden, überwiegend Lehrerinnen waren. Eine von ihnen war Dorothea Hillmann selber, die bis zur Beschlagnahmung ihrer Wohnung durch die US-Army im Jahre 1945 in dem Block an der Adickesalle wohnte.
Der Architekturhistoriker Giacomo Calandra di Roccolino kam 2018 in seiner Hermkes-Biografie zu dem Schluss, dass die Bedeutung  der Bauten für die Siedlungsgenossenschaft vorrangig in der Innovation liegt,

„die aus den mit dem Projekt einhergehenden sozialen und politischen Fragen resultiert. Die Neuheit eines von einer weiblichen Kooperative initiierten und finanzierten Hauses – mit Wohnungen ausschließlich für alleinstehende, aber wirtschaftlich unabhängige Frauen – war für die damalige Zeit eine Art soziales und typologisches Experiment, das vollständig dem progressiven Geist entsprach, der die von Ernst May erstrebte Architektur des ‚Neuen Fft.‘ kennzeichnete.“

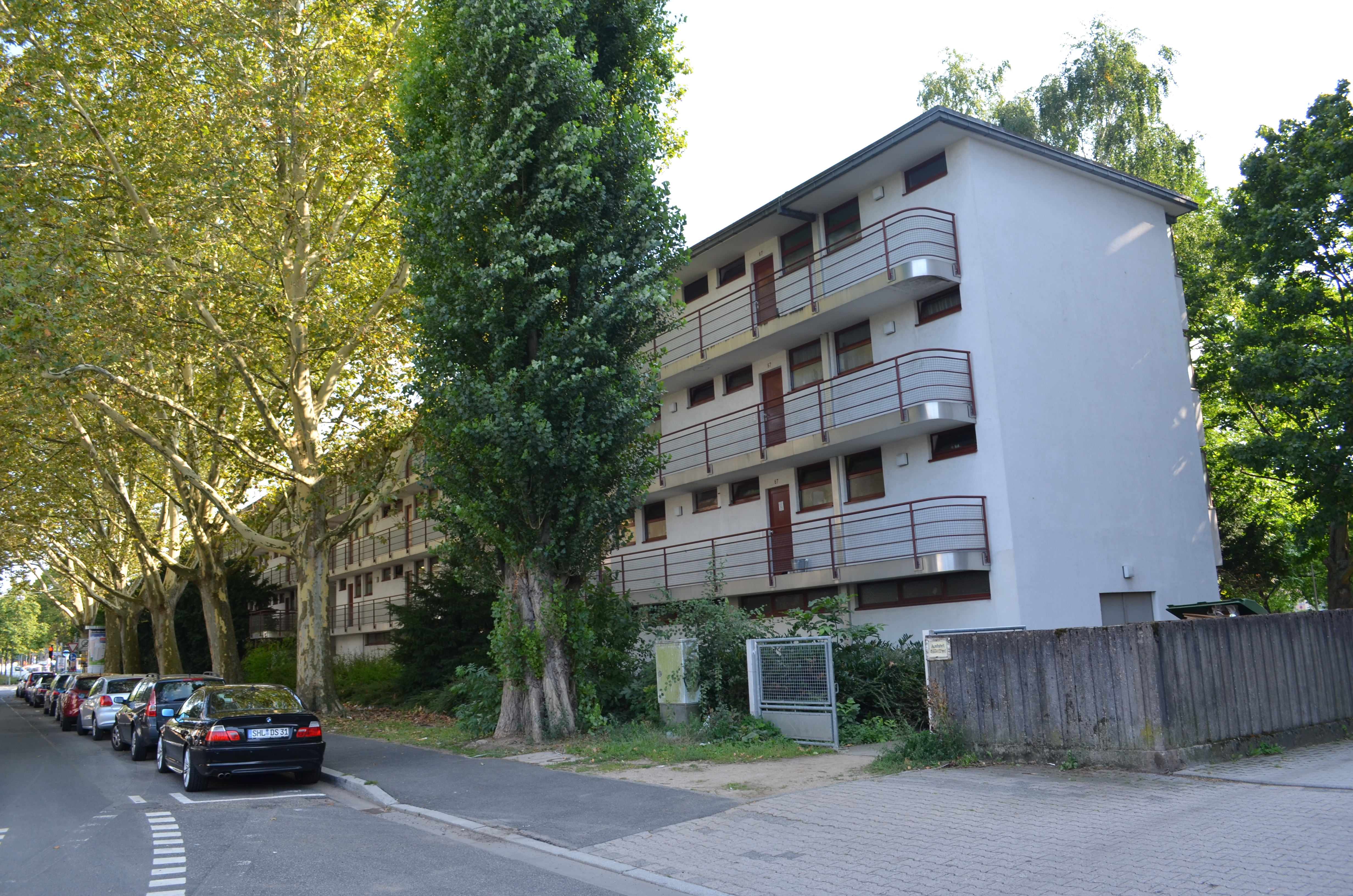
Das Ledigenheim in der Platenstraße (Straßenansicht; Ostseite)

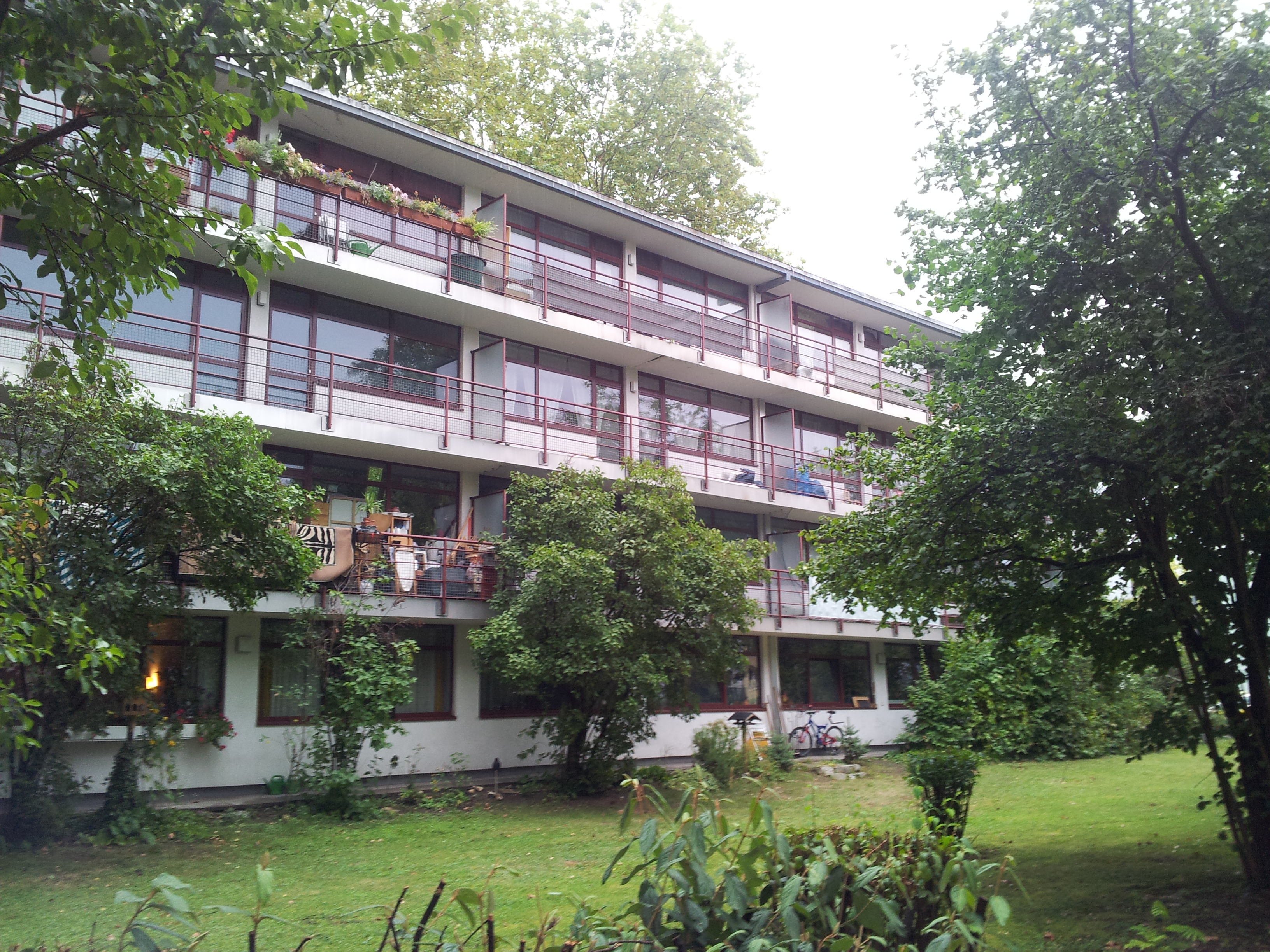
Das Ledigenheim in der Platenstraße (Gartenansicht;Westseite)

1929 übernahm Hillmann die Geschäftsführung des Frauenwohnungsvereins e. V. Dieser Verein, hinter dem laut Henderson ein breites Bündnis aus Frauenvereinen und Gewerkschaften stand:S. 269, initiierte wiederum in Zusammenarbeit mit Bernhard Hermkes ein weiteres Bauvorhaben „für erwerbstätige Frauen mit niedrigen Einkommen, das sog. ‚Ledigenheim‘“ an der Platenstraße 31–69. (Lage) Hier entstanden 1930/31 60 jeweils 22,5 m² große Einzimmerwohnungen mit Balkon, die – verteilt auf drei Stockwerke – über Laubengänge erschlossen wurden.

„Da keine Erdgschosswohnungen für alleinstehende Frauen zulässig waren, wurden hier nur die Hausmeisterwohnung mit Werkstatt, Baderäume, Abstellkammern und die Zentralwäscherei untergebracht; auf eine Unterkellerung konnte so verzichtet werden. Das Treppenhaus lag in der Mitte des Gebäuderiegels und war zur Gartenseite hin ganz verglast. [..] Alle Wohnungen waren möbliert. Aus Kostengründen musste auf ein komplettes Einzelbad verzichtet werden, es gab nur einen Waschraum mit WC, jedoch war im Mietpreis ein wöchentliches Bad in der Gemeinschaftsbadeanlage des Hauses inbegriffen.“

Wie schon beim Baublock Adickesallee konnte auch an der Platenstraße der soziale Anspruch nur zum Teil eingehalten werden.

“Although ostensibly targeting low-paid women, the preference remained for white-collar workers, particularly Angestellte chosen from among the numerous office clerks and shop assistants. In order to be financially viable, the tenants would also include a considerable number of low-paid professionals, especially health-care workers, who could have afforded more commodious apartments.”

„Obwohl angeblich auf geringverdienende Frauen ausgerichtet, blieb die Präferenz für Angestellte bestehen, insbesondere für Angestellte, die aus den zahlreichen Büroangestellten und Verkäuferinnen ausgewählt wurden. Um finanziell rentabel zu sein, sollten auch eine beträchtliche Anzahl geringverdienender Fachkräfte, insbesondere Beschäftigte im Gesundheitswesen, die sich geräumigere Wohnungen hätten leisten können, zu den Mietern gehören.“

Henderson beschreibt die Auseinandersetzungen innerhalb der Stadtpolitik, mit denen die Projektverantwortlichen zu kämpfen hatten und bei denen auch Dorothea Hillmann in die Schusslinie geriet. Vorgeworfen wurde ihr in einem Zeitungsartikel neben mangelnder Kompetenz, dass sie als Lehrerin ein städtisches Gehalt bezog und zusätzlich vom Hochbauamt der Stadt eine weitere Vergütung für ihre Mitarbeit am Bauprojekt Platenstraße erhielt. Die Vorwürfe wurden auch im Rat der Stadt aufgegriffen, blieben aber letztlich ohne ernsthafte Folgen für Hillmann und die Realisierung des Projekts.:S. 371 f  Wegen finanzieller Schwierigkeiten konnte allerdings ein geplanter zweiter Bauabschnitt, der neben 40 weiteren Wohnungen unter anderem auch einem Kindergarten und einem Reformrestaurant Platz bieten sollte, nicht mehr realisiert werden. Aber die Kritik an dem Projekt flammte nach dessen Bezug erneut auf. Den einen war es zu weit von der Lebenswelt des Proletariats entfernt, die anderen kritisierten, dass mit den eingesetzten Mitteln zu wenig Wohnraum errichtet worden sei.:S. 373 ff. Hendersons abschließendes Resümee lautet:

“This history is a microcosm of the larger story of the New Frankfurt initiative, which under the leadership of Ernst May forged ahead with innovative and progressive projects, undaunted by the storm of political and economic controversy it engendered. Yet, the barriers to housing for single women were certainly far greater than those facing the settlements, which, embracing nuclear family life and the patriarchal order, might meet with aesthetic and budgetary objections, but certainly fewer cultural ones. While Grete Lihotzky’s Frankfurt Kitchen gained international acclaim, the few projects for single women’s housing earned little recognition, yet they fielded criticism from political parties at both ends of the spectrum. In the early 1930s fascism and the worldwide depression ended both the Frankfurt settlement program and the faltering endeavor to accommodate women, and across Germany hundreds of thousands of single women continued to struggle in poverty and social isolation.”

„Diese Geschichte ist ein Mikrokosmos der größeren Geschichte der Neuen Frankfurter Initiative, die unter der Führung von Ernst May mit innovativen und fortschrittlichen Projekten voranschritt, unbeeindruckt von den politischen und wirtschaftlichen Kontroversen, die sie auslöste. Die Hindernisse für alleinstehende Frauen auf dem Wohnungsmarkt waren jedoch weitaus größer als die für die Siedlungen, die zwar auf das Leben in der Kernfamilie und die patriarchalische Ordnung ausgerichtet waren und damit ästhetische und finanzielle Einwände hervorrufen konnten, aber sicherlich weniger kulturelle. Während Grete Lihotzkys Frankfurter Küche internationale Anerkennung fand, fanden die wenigen Projekte für alleinstehende Frauen wenig Beachtung, wurden jedoch von politischen Parteien beider Lager kritisiert. In den frühen 1930er Jahren beendeten der Faschismus und die weltweite Wirtschaftskrise sowohl das Frankfurter Siedlungsprogramm als auch die stockenden Bemühungen um die Unterbringung von Frauen, und in ganz Deutschland kämpften weiterhin Hunderttausende alleinstehende Frauen in Armut und sozialer Isolation.“

Das Ledigenheim, das heute unter Denkmalschutz steht, blieb bis 1943 im Besitz des Frauenwohnvereins und befindet sich nun im Besitz der städtischen ABG Frankfurt Holding.

## Leben unter der Naziherrschaft
Nach Ostern 1933 blieb Dorothea Hillmann ein halbes Jahr unbeschäftigt,

„weil man nach der Machtergreifung durch den Nationalsozialismus mit meinem Abbau rechnete. Im Herbst 1933 wurde ich an das Lyzeum in Höchst überwiesen. Ich durfte dort nur in den unteren Klassen unterrichten. Um möglichst wenig in meinen Fächern, die zu den sogenannten Gesinnungsfächern rechnen, zu beschäftigen, gab man mir den Unterricht in Sport und Naturkunde, obwohl ich darin niemals gearbeitet hatte. Zum 1. Dezember 1934 pensionierte man mich nach § 6 des Gesetzes zur Wiederherstellung des Berufsbeamtentums, da man kein Anklagematerial, das meine Entlassung nach § 4 möglich gemacht hätte, von meinen ehemaligen Schülerinnen bekommen konnte. Die Gründe für meine Pensionierung wurden mir offiziell nicht mitgeteilt, doch wurde mir wahrscheinlich gemacht, dass meine Zugehörigkeit zur sozialdemokratischen Partei und zu dem oben erwähnten Erzieherkreis mich als untragbar erscheinen lasse.“

Anders als ihre Schwester Eva und deren Lebensgefährte und spätere Ehemann Adolf Moritz Steinschneider ging Dorothea Hillmann nicht in die Emigration. Über ihre Jahre unter der Naziherrschaft nach ihrer Entlassung schrieb sie:

„Seitdem habe ich wissenschaftlich gearbeitet auf dem Gebiet der christlichen Ikonographie, der Kunst- und Kulturgeschichte. Meine wissenschaftlichen Arbeiten konnten nur zu einem kleinen Teil veröffentlicht werden, da die Zeitschriften, die dergleichen annahmen, vor allem die Christliche Kunst, ihr Erscheinen einstellen mussten. Daneben gab ich Kurse in Kunst- und Kulturgeschichte, deren Teilnehmer junge Menschen waren, die nach mehr suchten, als der Schulunterricht ihnen noch bieten konnte, und Erwachsene, die meine Einstellung kannten und deshalb von mir eine ernsthafte Vertiefung ihrer Bildung erhofften. Seit der endgültigen Niederlage Deutschlands habe ich mich mit den Problemen der Erneuerung des Schulwesens beschäftigt und hoffe, auf diesem Gebiet etwas leisten zu können.“

Ihre Entlassung aus dem Staatsdienst führte auch zu einem Bruch mit der Evangelischen Kirche. Wegen ihres um 45 % verringerten Einkommens bat sie um eine Reduzierung der Kirchensteuer. Die Kirchenbehörde ging darauf nicht ein und schlug auch ihr Angebot aus, die verringerten Steuern durch ehrenamtliche Gemeindearbeit auszugleichen. Hillmann erklärte ihren Austritt und schloss sich den Quäkern an.

## Vom Wiederaufbau zur Bundesrepublik
Nach dem Ende des Zweiten Weltkriegs wurde Dorothea Hillmanns Wohnung in der Frankfurter Adickesallee von den US-amerikanischen Besatzungstruppen beschlagnahmt, sie lebte die nächste Zeit bei ihren Eltern. In einem Spruchkammerverfahren wurde sie 1947 als „nicht betroffen“ eingestuft. In einem Wiedergutmachungsverfahren wurde ihr die Zeit vom 1. Dezember 1934 bis zum 13. März 1946 als Dienstzeit angerechnet. Für ihren Schaden im beruflichen Fortkommen während dieser Zeit wurde ihr im Juni 1958 eine finanzielle Entschädigung zugesprochen.
Hillmann fand im Jahr 1946 eine Anstellung im Hessischen Kultusministerium (damals: Ministerium für Kultus und Unterricht), wo sie bis 1948 als Regierungs- und Schulrätin im Referat für Höhere Schulen im tätig war. „Während ihrer Tätigkeit im Hessischen Kultusministerium in den Jahren 1946 bis 1948 hatte sie an der Konzipierung der Schulreform mitgearbeitet – dann jedoch wollte sie deren Inhalte und Verfahren vor Ort umsetzen.“ Was bei Scharffenberg nach einem engagierten Wechsel von der Kultusverwaltung in die Schulpraxis klingt, hatte aber tatsächlich einen völlig anderen Hintergrund.
Hillmann hatte 1948 über den ihr zustehenden Jahresurlaub hinaus um 12 zusätzliche Urlaubstage nachgesucht, um in England an einer Tagung und einem Erkundungsprogramm des German Educational Reconstruction Committee (GER) teilzunehmen. Bewilligt wurden ihr jedoch nur 5 zusätzliche Tage, die sie aber eigenmächtig um 2 Tage aufstockte. Nach ihrer Rückkehr erklärte ihr der damalige Kultusminister Erwin Stein, dass kein Vertrauen mehr in eine weitere Zusammenarbeit mit ihr bestehe und er eine Versetzung an eine Schule verfügt habe. Von einem Disziplinarverfahren wurde ausdrücklich abgesehen, und es wurde ihr eine Stelle als Oberstudiendirektorin in Aussicht gestellt, wobei sie selber die Schule aussuchen könne, bei der eine entsprechende Stelle frei sei oder werde.
Hillmann hatte das Glück, dass an ihrer alten Schule in Marburg eine entsprechende Stelle frei geworden war, und so kam sie im September 1948 zunächst als Oberstudienrätin an die Elisabethschule und wurde im Dezember zur Oberstudiendirektorin ernannt. Ihr Dienstvergehen findet in der Begründung für diesen Akt keine Erwähnung.

„Frau Dr. HILLMANN wurde am 14.4.1949 unter Berufung in das Beamtenverhältnis auf Lebenszeit zur Oberstudienrätin ernannt.
Frau Dr. H. hat von März 1946 bis September 1948 als Regierungs- und Schulrätin und Dezernentin für das höhere Schulwesen im Kultusministerium gewirkt und als solche reiche Verwaltungserfahrungen gewonnen. Im September 1948 an die Staatl. Elisabethschule in Marburg versetzt, hat sie bald die Leitung der Schule übernommen und führt sie nun mit der ihr eigenen Tatkraft. Von Anfang an hat sie sich für die Schulreform eingesetzt, für deren Gedanken sie in Marburg und an anderen Orten auch in Versammlungen wirbt. So hat sie in Marburg [bald] den Ruf einer führenden Pädagogin erworben.“

In ihrer neuen Funktion in Marburg blieb Hillmann bis zu ihrer Pensionierung 12 Jahre lang tätig. In ihre Zeit als Direktorin fielen die Planungen für einen Neubau der Schule, der ab der Mitte der 1950er Jahre realisiert wurde. 1960 folgte die Einweihung des letzten Bauabschnitts. Bei der Grundsteinlegung am 15. Juli 1955 für die damals noch als Realgymnasium für Mädchen arbeitende Schule knüpfte Hillmann in ihrer Rede an den Artikel 3 des Grundgesetzes an und formulierte:

„Möge auf diesem Grundstein eine Schule entstehen, in der sich Mädchen frei und glücklich zu Frauen entwickeln, die, wo immer Gott ihnen ihren Platz im Leben anweist, ihn ganz ausfüllen, der Verantwortung bewusst, die sie zu tragen haben, nicht keuchend unter der auferlegten Last, sondern erhobenen Hauptes, freudig ihres Daseins und ihrer Aufgabe bewusst.“

Hillmann engagierte sich für die politische Bildung als schulische Aufgabe (Gemeinschaftskunde, Sozialkunde) und tat dies auch am Studienseminar, das sie bis zusätzlich 1954 leitete. Sie setzte sich vor allem für die Weiterbildung der Referendare für dieses Fach ein, da damals Politische Wissenschaft als Studienfach noch wenig verbreitet war.

„Frau Hillmann selbst übernahm im Seminar das für alle Referendarinnen und Referendare verbindliche Fach Sozialkunde und vertrat mit großem Engagement die Belange der politischen Bildung. Problematisch erschien es ihr, dass die Auseinandersetzung mit dem Faschismus zunächst dem Fach Geschichte zugewiesen wurde – der Unterricht aber oft genug im ersten wie im zweiten Durchgang nur bis zum Ersten Weltkrieg führte. Sie ermutigte an der Elisabethschule die Behandlung der ‚Zeitgeschichte‘ im Rahmen des Sozialkundeunterrichtes […], also eine eingehende Behandlung des Nationalsozialismus, über den sie selbst vielen Schülerinnen im eigenen Unterricht als erste genaue Einsichten vermittelte.“

Hillmann musste allerdings auch Rückschläge hinnehmen. Der von ihr bereits 1950 initiierte Schulversuch an der Elisabethschule, der neben Latein als dritter Fremdsprache vier Wochenstunden Sozialkunde vorsah und zu dessen Vertiefung jährliche Praktika und Erkundungen, die den Schülern berufskundliche Orientierungen ermöglichen sollten, musste 1956 abgebrochen werden. Parallel dazu brachten 1956 aber die Bildungspläne für die allgemeinbildenden Schulen im Lande Hessen, an deren Ausarbeitung Hillmann mitgewirkt hatte, auch der Elisabethschule eine grundsätzliche Neuausrichtung: aus dem Realgymnasium wurde ein Neusprachliches und Mathematisch-Naturwissenschaftliches Gymnasium. Bis zur Koedukation dauerte es allerdings noch bis zum Jahr 1969.
Während und nach ihrer Zeit an der Elisabethschule war Hillmann auch politisch, nicht zuletzt sozial- bildungspolitisch, engagiert. Sie kandidierte bei den Kommunalwahlen 1952 für die SPD erstmals für das Stadtparlament und gehörte der Stadtverordnetenversammlung bis 1968 an. In den Jahren 1960 bis 1968 leitete sie die gymnasialen Abendkurse für Berufstätige an der Marburger Volkshochschule, aus denen dann das eigenständige Abendgymnasium hervorging. Seit 1963 engagierten sich Studenten, sozial bewusste Bürger der Stadt und Mitarbeiter der Universität in einer Marburger Obdachlosensiedlung. Zusammen mit den Bewohnern wollten sie vor allem den Kindern zu besseren Startchancen ins Leben verhelfen. Aus dieser Initiative, die sich für die öffentliche Förderung der Kinderbetreuung und der Hausaufgabenhilfe einsetzte, ging 1967 der „Arbeitskreis Notunterkünfte e. V.“ hervor und Dorothea Hillmann wurde dessen 1. Vorsitzende. Sie behielt diese Funktion bis zum Frühjahr 1973 und setzte sich für die Auflösung der Ghetto-Situation der Notunterkünfte und für die Ermutigung der Bewohner zur Selbsthilfe ein. Die im Jahr 1973 in Arbeitskreis Soziale Brennpunkte Marburg umbenannte Organisation feierte 2017 ihr fünfzigjähriges Bestehen und ist weiterhin aktiv.

## Ehrungen
Eigene
- Medaille der Stadt Marburg (1972)
- Ehrenbrief des Landes Hessen (1972)

In ihrem Namen
- Von 1986 bis 2011 verlieh die Elisabethschule alljährlich für eine auszeichnungswürdige Abiturarbeit aus dem gesellschaftswissenschaftlichen Bereich den Dorothea-Hillmann-Preis[20]

## Werke
- Studien über Goethes Sehen, Philosophische Dissertation, Bonn 1917.
- Dorothea Hillmann: Die Wohnung der alleinstehenden Frau, in: Die Siedlung, Monatsschrift für Gemeinnützige Siedlungs- und Wohnungswirtschaft/Arbeitsgemeinschaft Frankfurter Bauvereine, Oktober 1930, S. 113–116.
- Die moderne Frau im deutschen Schrifttum, Velhagen & Klasing, Bielefeld/Leipzig 1933 (Im Katalog der Deutschen Nationalbibliothek wird sie sowohl als Herausgeberin als auch als Verfasserin geführt.)
- Die Sünden der Väter: Der Fall Hillmann, in: Zeitschrift für Theologie und Kirche, Vol. 65, No. 4 (1968), pp. 495–523 (Online bei JSTOR über den Wikipedia Library Account)

Als Thea Hillmann zusammen mit Edgar Breitenbach
- Das Gebot der Feiertagsheiligung, ein spätmittelalterliches Bildthema im Dienste volkstümlicher Pfarrpraxis, in: Anzeiger für Schweizerische Altertumskunde, Zürich 1937.
- Die Sternbacher Pietà. Ein Beitrag zur Ikonographie des Vesperbildes und des Schmerzensmannes, in: Christliche Kunst, 33. Jahrgang, Heft 9, 1937.